# Klubowy Puchar Europy w szachach (1975/1976)
1975/1976 – pierwszy sezon Klubowego Pucharu Europy w szachach. Zwyciężyły ex aequo radziecki Buriewiestnik i niemiecki Solinger SG 1868.

## Uczestnicy
W nawiasie podano średni ranking Elo. Źródło: OlimpBase

- Cambridge University Chess Club (2303)
- SK Eupen 47 (?)
- Łokomotiw Płowdiw (2427)
- Vejlby-Risskov SK (2289)
- SO Iliupoli (2252)
- Schweppes Madryt (2413)
- TSU Hajfa (2271)
- Partizan Belgrad (2373)
- Maraton Warszawa (2323)
- Solinger SG 1868 (2515)
- Lunds ASK (2244)
- SG Zürich (2337)
- Bridgend Chess Club (?)
- Budapesti Spartacus SC (2464)
- GS Banco di Roma (2286)
- Buriewiestnik (2538)

## Rozgrywki

### Pierwsza runda
Źródło: OlimpBase
| Data                         | Miejsce   | Drużyna 1                       | Drużyna 2           | Wynik  |
| ---------------------------- | --------- | ------------------------------- | ------------------- | ------ |
| 1975                         | Płowdiw   | Łokomotiw Płowdiw               | Buriewiestnik       | 3½:8½  |
|                              |           | TSU Hajfa                       | SK Eupen 47         | 10:2   |
| 30 października 1975 (start) | Rzym      | GS Banco di Roma                | Lunds ASK           | 3½:8½  |
| 1–2 października 1975        | Madryt    | Schweppes Madryt                | Solinger SG 1868    | 5½:6½  |
|                              |           | Partizan Belgrad                | Bridgend Chess Club | w/o +- |
|                              |           | Cambridge University Chess Club | Vejlby-Risskov SK   | 4½:7½  |
| 4–5 września 1975            | Budapeszt | Budapesti Spartacus SC          | SO Iliupoli         | 10:2   |
| wrzesień 1975                | Warszawa  | Maraton Warszawa                | SG Zürich           | 5:7    |

### Ćwierćfinały
Źródło: OlimpBase
| Data               | Miejsce   | Drużyna 1              | Drużyna 2         | Wynik |
| ------------------ | --------- | ---------------------- | ----------------- | ----- |
| grudzień 1975      | Solingen  | Solinger SG 1868       | Partizan Belgrad  | 7:5   |
| 26–28 grudnia 1975 | Budapeszt | Budapesti Spartacus SC | SG Zürich         | 9:3   |
| grudzień 1975      | Lund      | Lunds ASK              | TSU Hajfa         | 6½:5½ |
| 1975               | Moskwa    | Buriewiestnik          | Vejlby-Risskov SK | 8:4   |

### Półfinały
Źródło: OlimpBase
| Data              | Miejsce   | Drużyna 1              | Drużyna 2        | Wynik |
| ----------------- | --------- | ---------------------- | ---------------- | ----- |
| 14–15 lutego 1976 | Budapeszt | Budapesti Spartacus SC | Solinger SG 1868 | 6:6   |
| 20–22 lutego 1976 | Lund      | Lunds ASK              | Buriewiestnik    | 2:9   |

### Finał
Źródło: OlimpBase
| Data           | Miejsce  | Drużyna 1        | Drużyna 2     | Wynik |
| -------------- | -------- | ---------------- | ------------- | ----- |
| 8–10 maja 1976 | Solingen | Solinger SG 1868 | Buriewiestnik | 9:9   |

Pierwsza runda
Buriewiestnik – Solinger SG 1868 2½:3½
1. Wasilij Smysłow – Robert Hübner  ½:½
2. Mark Tajmanow – Lubomir Kavalek ½:½
3. Mark Dworecki – Hans-Joachim Hecht ½:½
4. Lew Alburt – Bojan Kurajica 0:1
5. Jurij Razuwajew – Heikki Westerinen ½:½
6. Siemion Pałatnik – Albéric O’Kelly de Galway ½:½

Druga runda
Solinger SG 1868 – Buriewiestnik 2½:3½
1. Robert Hübner – Wasilij Smysłow ½:½
2. Lubomir Kavalek – Boris Gulko ½:½
3. Hans-Joachim Hecht – Mark Tajmanow ½:½
4. Bojan Kurajica – Mark Dworecki ½:½
5. Heikki Westerinen – Jurij Razuwajew ½:½
6. Heinz Lehmann – Siemion Pałatnik 0:1

Trzecia runda
Buriewiestnik – Solinger SG 1868 3:3
1. Wasilij Smysłow – Robert Hübner  ½:½
2. Boris Gulko – Lubomir Kavalek ½:½
3. Mark Tajmanow – Hans-Joachim Hecht ½:½
4. Mark Dworecki – Bojan Kurajica 0:1
5. Jurij Razuwajew – Heikki Westerinen ½:½
6. Siemion Pałatnik – Albéric O’Kelly de Galway ½:½